# Algebraická topologie
Algebraická topologie je matematická věda, která využívá prostředky abstraktní algebry k studiu topologických prostorů. Součástí je popis homotopických invariantů topologických prostorů a jejich klasifikace.